# Un Noël d'enfer
Un Noël d'enfer (France) ou Noël d'enfer (Québec) (Miracle on Evergreen Terrace) est le 10e épisode de la saison 9 de la série télévisée d'animation Les Simpson.

## Synopsis
C'est Noël à Springfield. Les Simpson ont un grand sapin richement décoré. Le matin de Noël, Bart se lève à 5 heures afin de voir tous ses cadeaux avant les autres, mais sans faire exprès il met le feu au sapin. Il le cache donc sous la neige et fait croire à sa famille qu'ils ont été cambriolés.